# 井上書房 (徳島県)
有限会社井上書房（いのうえしょぼう）は徳島県板野郡板野町に本社・グループ本部を置く小売業者（書店・アニメグッズ専門店FC・同人グッズ専門店）。

## 概要
徳島県北部を中心に、「ブックスジュピター」 「井上書房」という店名で書店（直営）を構える。
オンラインショップは各店舗独自で運営している。
以前は「南海ブックス」「南海レコード」と言う店舗も運営していたが、南海電気鉄道と資本関係はない。徳島駅前にあった「南海ショッピングプラザ（現とくしまCITY）」にテナントとして出店していた名残と思われる。

## 店舗概要
2020年現在、同社の運営する出店業態は以下の3形態であり、各店舗の主な概要については以下の通り。

### ブックスジュピター
- 板野郡板野町に本店を置く徳島県下の書店チェーン、「井上書房」から店名変更。
- 各種専門書籍（地図帳・経済誌・各種参考書等）のほか、コミック系・ノベルス系にも強いことで知られる。

### 井上書房 本店
- 外商がメインであり、小売店舗としては小規模である。

#### 井上書房 心理検査事業部
- 本店内の一部署として、主に学校・学習機関向けの知能・学力・適性検査等の検査業務や関連書籍の販売・取寄サービスを提供している。

### 井上書房大学店
- 鳴門教育大学キャンパス内の大学会館2階の売店「UZUショップ」隣り。

## 過去の運営店舗

### ブックス石井&南海レコード

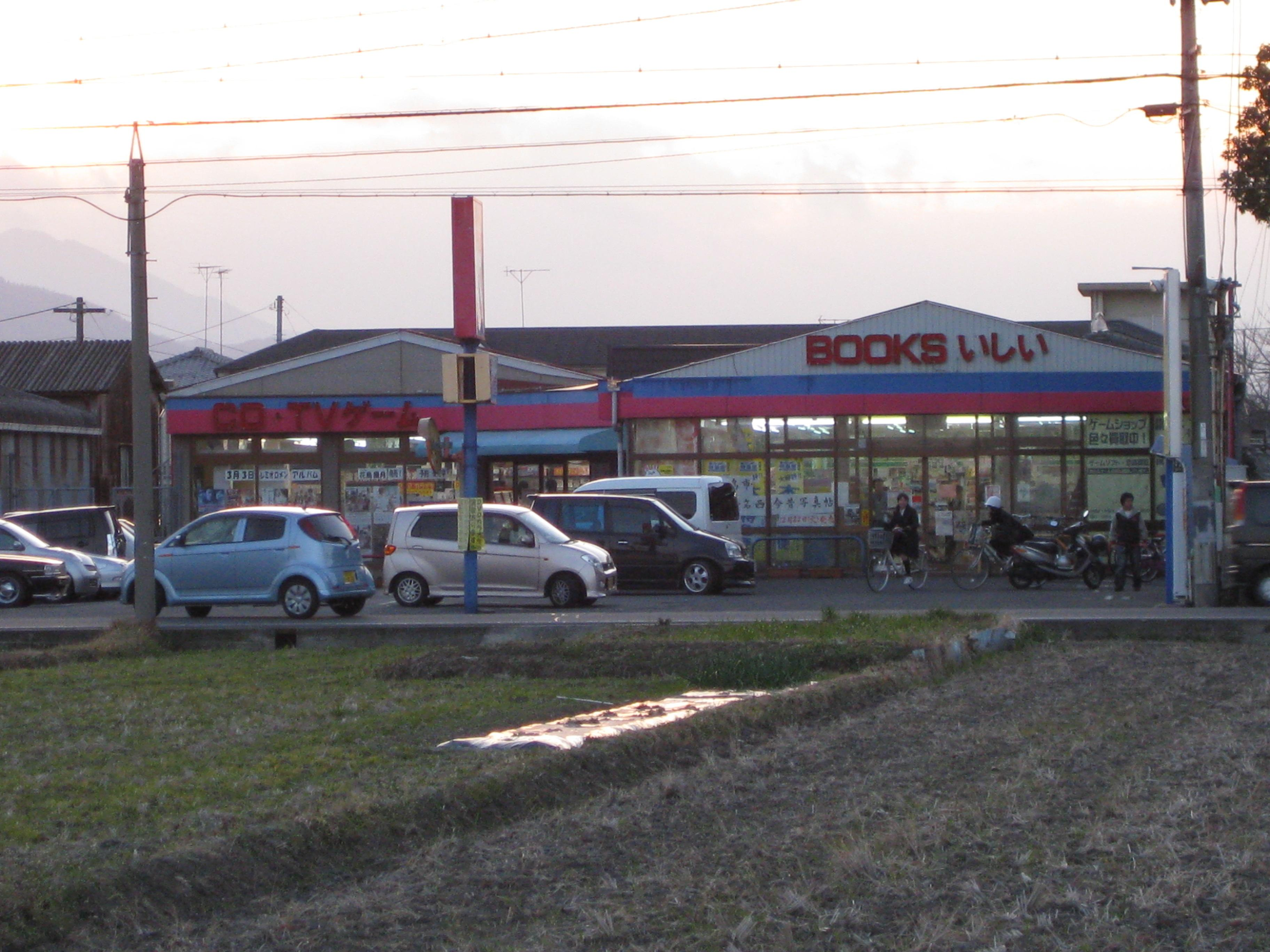
ブックス石井&南海レコード

- 名西高校南側に店舗があった。
- 旧「井上書房」石井店が母体。
- 2011年閉店。店舗も取り壊された。

#### ブックス石井
- 主に雑誌・書籍類を取り扱っていた。

#### 南海レコード（石井）
- ブックス石井（前述）のオーディオショップ部門。
- 主に市販用オーディオCD/DVD/VHSを取り扱っていた。

### 南海レコード（板野）
- 井上書房本店のオーディオショップ部門。
- 主に市販用オーディオCD/DVD/VHSを取り扱っていた。
- 本店の向かい側に店舗があった。現在は空き店舗。

### アニメイト徳島

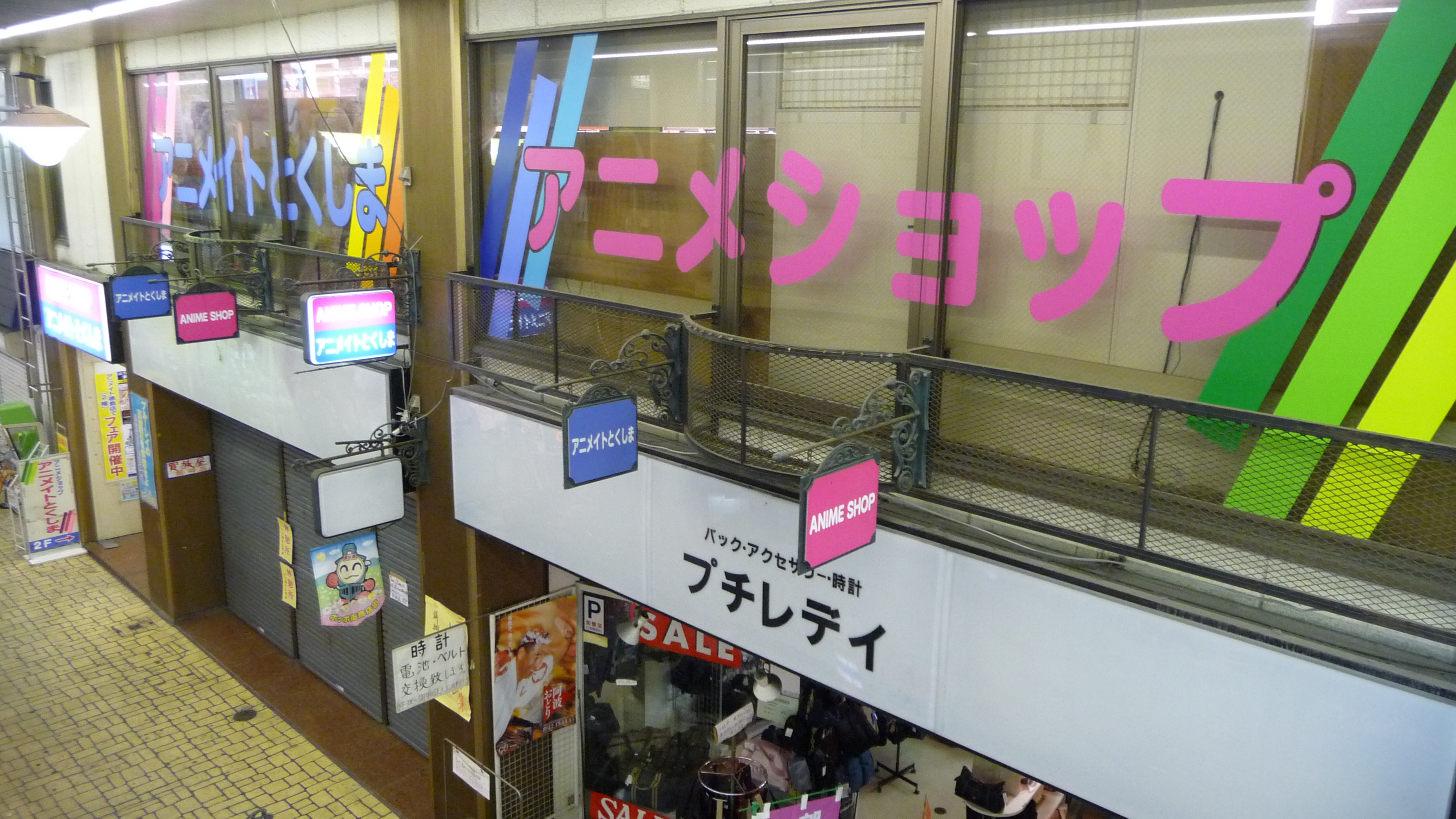
アニメイト徳島（旧店舗）

- アニメイトのFC店[1]の一つとして、1989年に開店した[2]。
- 南海ブックス本店との複合店舗であったが、ufotable CINEMAが入居する東新町商店街のビルへ移転、2012年3月18日ufotable CINEMAとともにオープンした。
- 2012年3月17日までは南海ブックスとの取扱商品・業態重複に関する兼ね合い等から基本的に書籍・雑誌類の販売を行っていなかったが、同年3月18日の移転・リニューアルオープンを機に書籍の取り扱いを開始し、コミック・ノベルス関連のキャンペーンイベントにも参加するようになった。この移転・リニューアルオープンに伴い、井上書房のサービスカードからアニメイトのポイントシステムに移行した。2019年6月30日をもって井上書房はアニメイトの運営から撤退。翌7月1日より株式会社アニメイトの直営店となり、アニメイトのフランチャイズ店は消滅した。

### 南海ブックス
- JR徳島駅西（徳島クレメントビル駐車場近く）のポッポ街商店街（徳島駅前商店街）にて、アニメ・コミック系専門店「南海ブックス本店」と同人ショップ「南海ブックス2号店」（共に2F）として出店。上述したように2019年6月までは徳島駅南方の東新町商店街にある国内最大手のアニメショップ・アニメイトのFC店舗「アニメイト徳島」の運営を請け負っていた。
- 2020年5月17日を以て本店・2号店、共に閉店[3]。

#### 本店

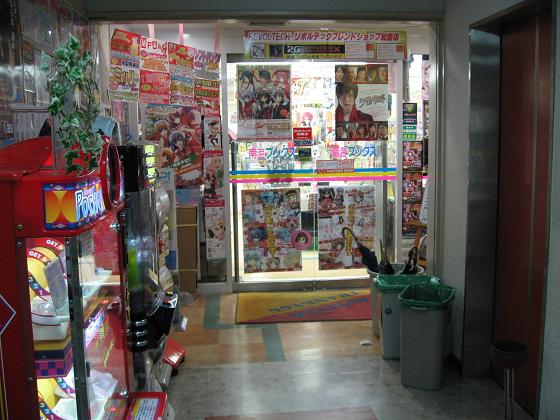
南海ブックス入口

- 2号店（後述）の東手前に存在したアニメ・コミック系専門店。
- アニメグッズ（一部商品を除く）やサブカルチャー系雑誌（コミック雑誌・商業誌を含む）・書籍（ゲーム関連本を含む）、及び各種単行本（コミック単行本・アンソロ本・ノベルス本等）を主に取り扱っていた。
- 2012年3月11日まではアニメイト徳島との複合店舗であり、さらに東西に繋がっていた。同所では3月18日から2号店が営業していた。

#### 2号店

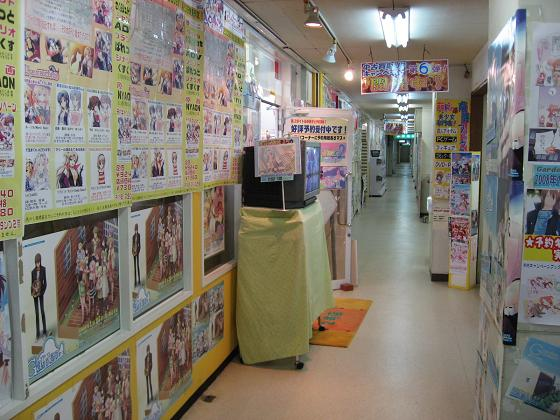
南海ブックス2号店（旧店舗）入口

- 本店での取扱い頻度の少なかった成人向けコミックや、これまで本店では取り扱っていなかった成人向けPCゲームソフト（いわゆるエロゲ）も多く取り扱っていた。
- 成人向けPCゲームソフトの中古買取も行っていた。
- 前述の通りアニメイト徳島の旧店舗があった場所へ移転・リニューアルオープンし、本店との複合店舗となった。

## 外部サイト
- 井上書房グループ公式サイト
- 有限会社井上書房公式サイト
- 南海ブックス公式サイト
- 南海ブックス(2号店)公式サイト
- ブックスジュピター公式サイト